# Pepene verde

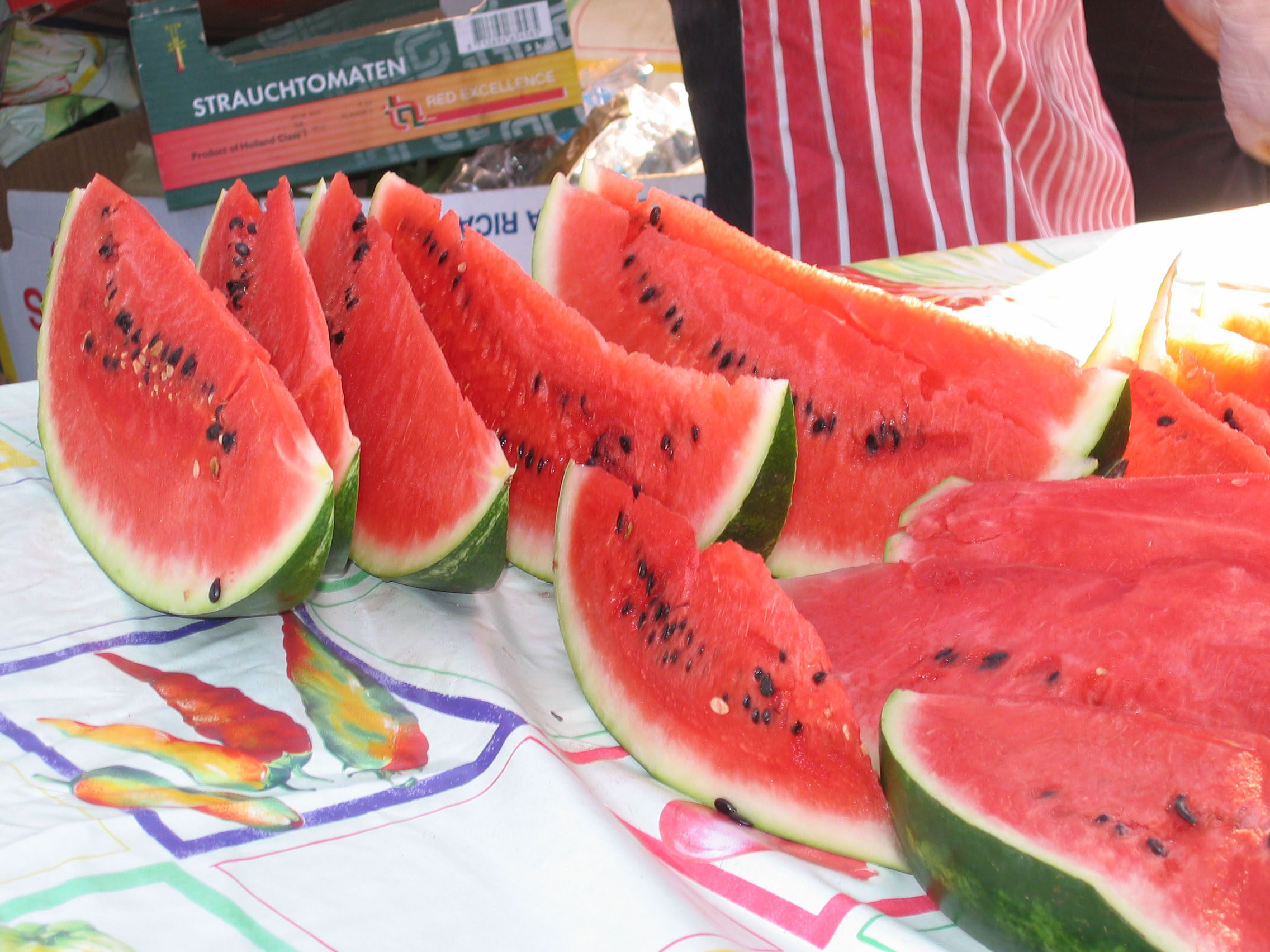
Felii de pepene

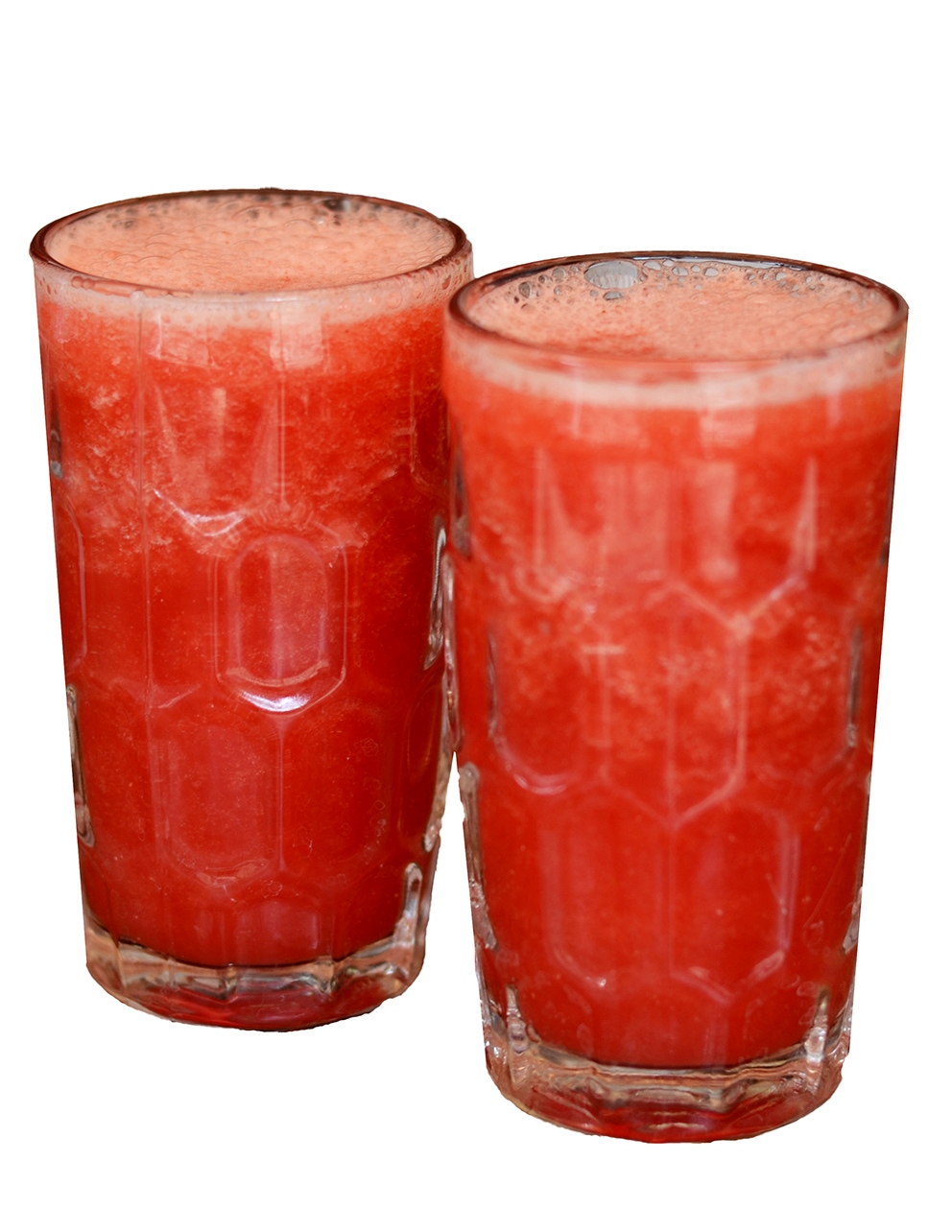
Suc de pepene

Pepenele verde, Citrullus lanatus, este o plantă târâtoare din familia Cucurbitaceae. Specia este originară din regiunile sudice ale Africii, unde s-au găsit indicii care arătau că era cultivat în Egiptul Antic. Este cultivat în lumea întreagă pentru fructul său voluminos și comestibil, fruct care aparține unei categorii speciale de bacă, având o coajă dură și un miez necompartimentat. Culoarea miezului variază în culoare de la roșu aprins la roz, prezentând numeroase semințe de culoare neagră. Este apreciat pentru gustul său dulceag și cantitatea scăzută de calorii ce le conține. Se consumă ca atare (crud) sau murat, coaja putând fii consumată de asemenea după ce este gătită corespunzător 
În România este cunoscut în unele regiuni drept harbuz (Moldova, Bucovina, Basarabia și Maramureș), lubeniță (Banat și Oltenia) sau curcubete / lebeniță (Ardeal). Una dintre cele mai recunoscute regiuni ale țării pentru producția de pepeni este zona Dăbuleni .

## Descriere
Pepenele este o plantă erbacee anuală, agățătoare și târâtoare cu textura aspră, rugi piloși prevăzuți cu cârlige și frunze cu cinci lobi profunzi. Plantele tinere au lianele acoperite cu peri galbeni-bruni care vor dispărea pe măsură ce planta crește. Florile sunt mari, galbene și unisexuate.
Fructul este o bacă uriașă dezvoltată din ovarul inferior, având în medie 4 kg, cărnos și zemos (cca. 90% apă), de formă sferică și de culoare verde într-o nuanță sau mai multe. În interior este de culoare roz sau roșu datorită licopenului (întâlnit și la roșii), cu gust dulce și răcoritor bogat în apă și săruri. Datorită conținutului scăzut de calorii este bun în dietele de slăbire. Semințele sunt de culoare neagră, maro sau albă de 0,5–1 cm și sunt bogate în vitamina E.
În 2007, în Oklahoma a fost legiferată aserțiunea că pepenele ar fi o legumă, deoarece face parte din familia cucurbitaceelor, deși dicționarele îl declară fruct. Acest lucru s-a făcut din rațiuni de promovare, pentru a declara pepenele ca „leguma statului”, „simbol al statului” alături de căpșună („fructul statului”), bizon („animalul statului”), muscar („pasărea statului”), albină („insecta statului”), trandafir („floarea statului”) și alte simboluri, ca liliacul mexican („mamiferul zburător al statului”).

## Subspecii și varietăți
Trei subspecii de Citrullus au fost identificate:
- C. lanatus sp. lanatus care crește în mod natural în sudul Africii;
- C. lanatus sp. mucosospermus care produce semințe comestibile ce conțin mari cantități de lipide și proteine, miezul nefiind comestibil;
- C. lanatus sp. vulgaris, bogat în glucide și care cuprinde varietățile cultivate pentru consum.[7]

## Analiza genomului
Pepenele, al cărui genom a fost secvențializat în 2011 de un grup de cercetători din China, este a treia specie de Cucurbitaceae, alături de castravete și pepenele galben, al cărei genom a fost decriptat prin noile tehnicile de secvențializare cu debit mare.
Cercetătorii chinezi care au secvențializat genomul varietății 97103 a C. lanatus subsp. vulgaris, varietate cultivată în China, au obținut secvențe ce acoperă doar parțial genomul complet (obținând ceea ce este numit în engleză draft genom - schiță, eboșă a genomului). Secvențele obținute, ce acoperă 353,5 Mb (83,2%) din cele aproximativ 425 Mb la cât este estimat genomul acestei specii, conțin 23.440 gene ce codifică proteine, 85% dintre acestea având fie gene omologe identificate la alte specii de plante, fie putând fi clasificate din punct de vedere funcțional.
Analiza comparativă globală a genomului a identificat două efecte majore ale domesticirii:
- accentuarea calităților favorabile, precum concentrațiile ridicate de citrulină (un aminoacid neesențial) și glucide;
- pierderea unor gene ancestrale care determinau rezistența la boli.[8]

## Valori nutritive
- proteine 0,6 g
- glucide 7,6 g
- grăsimi 0,2 g
- apă 91,1 g
- vitamina C 8 mg
- fibre 0,4 g

## Creștere artificială
În Statele Unite ale Americii se practică injectarea pepenilor cu diverse substanțe (cum ar fi de exemplu Forchlorfenuron), pentru a accelera creșterea și coacerea.
Pepenii supuși unui asemenea tratament pot fi identificați prin semințele lor albe și necoapte.

## Vezi și
- Listă de plante cu fructe comestibile